# (49698) Váchal
(49698) Váchal, désignation internationale (49698) Vachal, est un astéroïde de la ceinture principale.

## Description
(49698) Vachal est un astéroïde de la ceinture principale. Il fut découvert le 1er novembre 1999 à l'Observatoire Kleť par Jana Tichá et Miloš Tichý. Il présente une orbite caractérisée par un demi-grand axe de 2,39 UA, une excentricité de 0,07 et une inclinaison de 7,2° par rapport à l'écliptique.

## Compléments